# ミハイル1世 (キエフ大公)

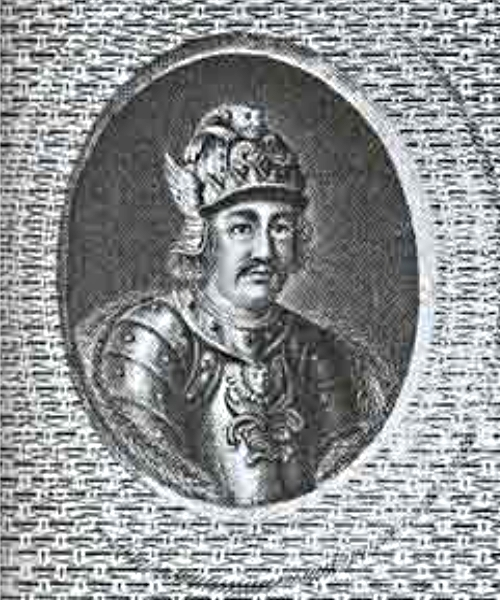
ミハイル1世

ミハイル1世（ミハイル・ユーリエヴィチ）（ベラルーシ語: Михаил Юриевич、ロシア語: Миха́лко (Михаи́л) Ю́рьевич、ウクライナ語: Михайло (Михалко) Юрійович、1145/53年 - 1176年6月20日）は、ユーリー・ドルゴルーキーの子。ウラジーミル大公：1174年、1175年 - 1176年。一時キエフ大公の座にも就いた。

## 生涯
1162年ごろ、兄アンドレイ・ボゴリュブスキー（当時ウラジーミル大公）によってスーズダリから追放された。なお、ロシアの歴史学者ヴァシリー・タチーシチェフ（1686年 - 1750年）(ru)は、ミハイルの行き先はゴロジェッツであったと推測している。
1168年、ポロヴェツ族に対するキエフ大公ムスチスラフの遠征に参加した。また同年には黒帽子族の部隊と共にノヴゴロドへ派遣されたが、モノマフ一門によって捕虜になった。ミハイルが解放されたのは次の年であり、この時に兄アンドレイから、ポロシエに建設されていた、トルチェスクという入植地を受領した。
1170年、ポロヴェツ族からペレヤスラヴリを防衛した。1172年、兄アンドレイにより、キエフ大公に任命された。この時ミハイルは、弟のフセヴォロド3世をモノマフ一門により包囲されていたトルチェスクに派遣し同地に留任させた。1173年には、アンドレイと共に数ヶ月にわたって、キエフ大公の座をめぐる闘争に参加した。
1174年、アンドレイの死によりウラジーミル公となったが、スーズダリの人々と反目し、一時チェルニゴフへ去った。しかし、ウラジーミルの人々から招かれたため、1175年に再び公位についた。その後一年間統治に携わったのち、1176年に死去した。